# Zombiaki
Zombiaki – taktyczna gra karciana dla dwóch graczy wydana przez Portal w roku 2002, w której Zombie walczą z Ludźmi. Autorem gry jest Ignacy Trzewiczek.
Gra składa się z dwóch talii, w których znajduje się po 40 kart i 5 kart pola. Karty są ilustrowane rysunkami odpowiednio Zombie, jak i Ludzi.

## Zasady
Na stole rozkładana jest plansza z kart symbolizująca ulicę prowadzącą z Cmentarza do miasta, która stanowi 5 kart pokazujących odległość miasta od Cmentarza. Celem gry dla strony Zombie jest dojście do miasta, a celem Ludzi uniemożliwienie im tego za wszelką cenę. Następnie każdy z graczy dobiera po 5 kart ze swojego stosu.
Rozpoczyna gracz grający Zombie poprzez wystawienie 2 kart na polach najbliżej Cmentarza. Następnie osoba grająca Ludźmi w swojej turze odpowiada swoimi kartami akcji, które są dostępne, między innymi: strzał z pistoletu, beczka z płonącym olejem, granat, miotacz ognia. W kolejnej turze Zombie przesuwane są o jedno pole do przodu. Gra kończy się wygraną Ludzi, gdy pojawi się karta Świt w zestawie gracza używającego Zombich, lub wygraną Zombich, jeżeli któryś z nich dotrze do linii Ludzi.
W kwietniu 2010 roku wydana została druga wersja gry: Zombiaki 2: Atak na Moskwę, także autorstwa Trzewiczka. W magazynie Esensja ta wersja została wyróżniona jako jedna z najlepszych gier dekady. W marcu 2013 roku pojawiło się wydanie jubileuszowe gry z okazji dziesięciolecia jej powstania.